# Бангвеулу
Језеро Бенгвеулу (енгл. Lake Bengwueulu) се налази у сливу реке Конго. Надморска висина му је 1140 м, дужина при максималном водостају 130, а ширина 100 км. Површина језера износи између 15.000 км² за време високих водостаја и 4000 км² за време ниских водостаја. Највећа дубина језера је само 5 метара. Због честих промена површине језеро има неправилан облик и нестабилну обалску линију.
Басен језера Бангвеулу је тектонског порекла. У првој фази постојања, језеро је било пространије и дубље од данашњег. Хранило се водом падавина из бројних притока. Из језера је истаицала река Кафуе, притока Замбезија, која припада сливу Индијског океана. У Бангвеулу се тада уливала и отока језера Мверу. Током геолошке прошлости, река Лувуа, притока Луалабе, регресивном ерозијом је пробила развође ка језеру Мверу, те је дошло до пиратерије. Вода која је до тада текла у Замбези и Индијски океан, почела је да тече ка Конгу и Атлантском океану. У вези с тим је велико снижавање нивоа језера Мверу. Река којом је језеро Мверу било повезано са језером Бангвеулу, променила је правац тока - Бангвеулу постаје део слива језера Мверу.
Највећи део језера је под хидрофилном вегетацијом (папирус, шаш, трска). Широк приобални појас је низак и мочваран, нарочито на југоистоку. Језерска притока Чамбеши меандрира замочвареном равницом и директно се спаја са реком Луапулом, отоком језера. Она најпре тече на југ, а затим у великом луку скреће на север и улива се у језеро Мверу. Одатле прелази у реку Конго.
У подручју језера живи банту народ Бемба. Од европских истраживача у 19. веку до језера је први стигао шкотски мисионар и истраживач Африке Дејвид Ливингстон 18. јула 1868. Пет година касније, приликом нове експедиције, Ливингстон умире у селу Илала чији се поглавица звао Читамбо крај језера Бенгвеулу, 4. септембра 1873.